# Die Strudlhofstiege
Die Strudlhofstiege är en roman från 1951 av den österrikiske författaren Heimito von Doderer. På 900 sidor skildrar den staden Wien under åren 1923–1925, med återkommande tillbakablickar till 1910–1911 och Habsburg-erans dekadenta slutskede. Titelns Strudlhofstiege är en trappanläggning i stadsdelen Alsergrund och utgör en viktig skådeplats i romanen.
Boken tog två årtionden att skriva. Den togs emot väl vid utgivningen och förblev Doderers mest lästa och berömda verk. Doderer själv såg den som en upptakt till sin nästa roman, den 1300 sidor långa Die Dämonen från 1956, som utspelar sig 1926–1927 och där många figurer från Die Strudlhofstiege återkommer.